# 2910 Yoshkar-Ola
2910 Yoshkar-Ola là một tiểu hành tinh vành đai chính với chu kỳ quỹ đạo là 1193.4884860 ngày (3.27 năm).
Nó được phát hiện ngày 11 tháng 10 năm 1980.